# Birthday (песня Кэти Перри)
«Birthday» (рус. День Рождения) — песня, записанная американской певицей Кэти Перри для её четвёртого студийного альбома Prism (2013). 21 апреля 2014 года композиция была выпущена в качестве следующего сингла.

## Отзывы критиков
Стивен Томас Эрлвин из Allmusic и Китти Эмпайр из The Guardian назвали Bithday одной из лучших композиций с альбома Prism: Эрлвин описал её, как «блистательный ретро-диско взрыв», а Эмпайр выразила свою симпатию относительно лирического содержания песни. Редактор The A.V. Club Мара Эйкин охарактеризовал её, как «яркое веселье».

## Музыкальное видео

### Разработка и съёмки
Официальный видеоклип «Birthday» был срежиссирован Марком Класфелдом и Дэнни Локвудом; Николь Акасио помогала как исполнительный продюсер, Доун Роуз продюсировала съёмки, а Джозеф Роббинс был оператором-постановщиком. В видео, снятом в апреле 2014 г., Перри сыграла пять персонажей-ведущих мероприятий, появившись на пяти празднованиях. Это были как бы пожилая исполнительница бурлеска Голди, еврейский церемониймейстер Иозеф Шулем, клоун Крис, дрессировщик Эйс, и художник по лицам Принцесса Мэнди. Для превращения в каждого персонажа Перри тратила до семи часов, получая накладываемый Тони Гарднером пластический грим.
Празднования, которые посетила Перри, были реальные, и их участники не подозревали, что Перри там находится. Организаторы мероприятий считали, что они подписались на главные роли в реалити-шоу «Birthday Blowouts» («Фонтан Дней Рождений»). Соответственно, большинство произошедших во время съёмок событий ставились без ведома организаторов и гостей празднований. Например, тайно организованная автоавария, которая произошла в клипе, оставила несколько видевших это детей испугавшимися и плачущими. Перри признаёт видео «очень сложным, чтобы сделать и снять» и её «самым безумным», к тому моменту. Видео-тизер, представляющий персонажей, был выпущен 22 апреля 2014, а законченный видеоклип был показан двумя днями позже.
Пиковая позиция сингла в Billboard Hot 100 - #17.